# 弘吉剌
弘吉剌（突厥语意为褐色的马匹），又作翁吉剌、弘吉列、晃吉剌、雍吉烈、瓮吉里、翁吉剌惕等，迭列斤蒙古的一个部落，以出美女盛名。

## 历史

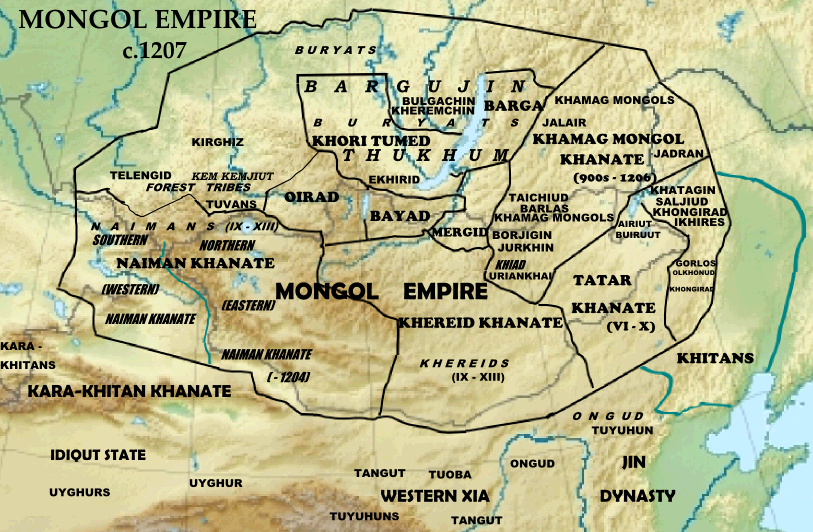
1207年的蒙古高原部落，弘吉剌位於東部。

一般認為弘吉剌源於唐代烏古部，古代弘吉剌部落分Eljigen、Gorlos、Hiragud、Olhonuud等，中世紀蒙古人相信他們是最早離開額爾古納昆的部落。十世纪之前用的是叶尼塞语，十一世纪到十三世纪用的是契丹文，后来跟着蒙古人西征逐渐变成钦察突厥的重要部落。留在蒙古高原的弘吉剌人融入到了蒙古人当中去了。
他們曾建立王國蘇非王朝，後為帖木兒所滅。在十六世紀初他們在語言、文化和民族構成上也已突厥化。
現在的弘吉剌人分布在南哈薩克斯坦州北部，很多突厥民族也有弘吉剌部，在哈薩克族、吉爾吉斯人、烏茲別克人、諾蓋人、巴什基爾人、卡拉卡爾帕克人、塔塔爾族也有弘吉剌部落，在希瓦汗國地位重要。他們在哈薩克汗國後期從中玉兹轉移到大玉茲生活。
16世纪弘吉剌部落加入了喀尔喀内五鄂托克，后来内迁降服满清。
在蒙古族中喀爾喀和布里亞特人有此部。在甘肅省的裕固族中也能找到他們的后裔。成吉思汗时代，4000个按陈那颜手下弘吉剌人驻军在吐蕃。也曾有4000人征禿馬部。在浩罕汗國也找到他們。這部落與蒙古部世婚，希瓦汗國後期實際被他们控制。

## 哈萨克人弘吉剌部落印記（塔木加）
| Clan    | Subclan | 塔木加 |
| ------- | ------- | ------ |
| Qoŋırat |         |        |
|         | Saŋğıl  |        |

## 蒙古可汗的弘吉剌氏可敦

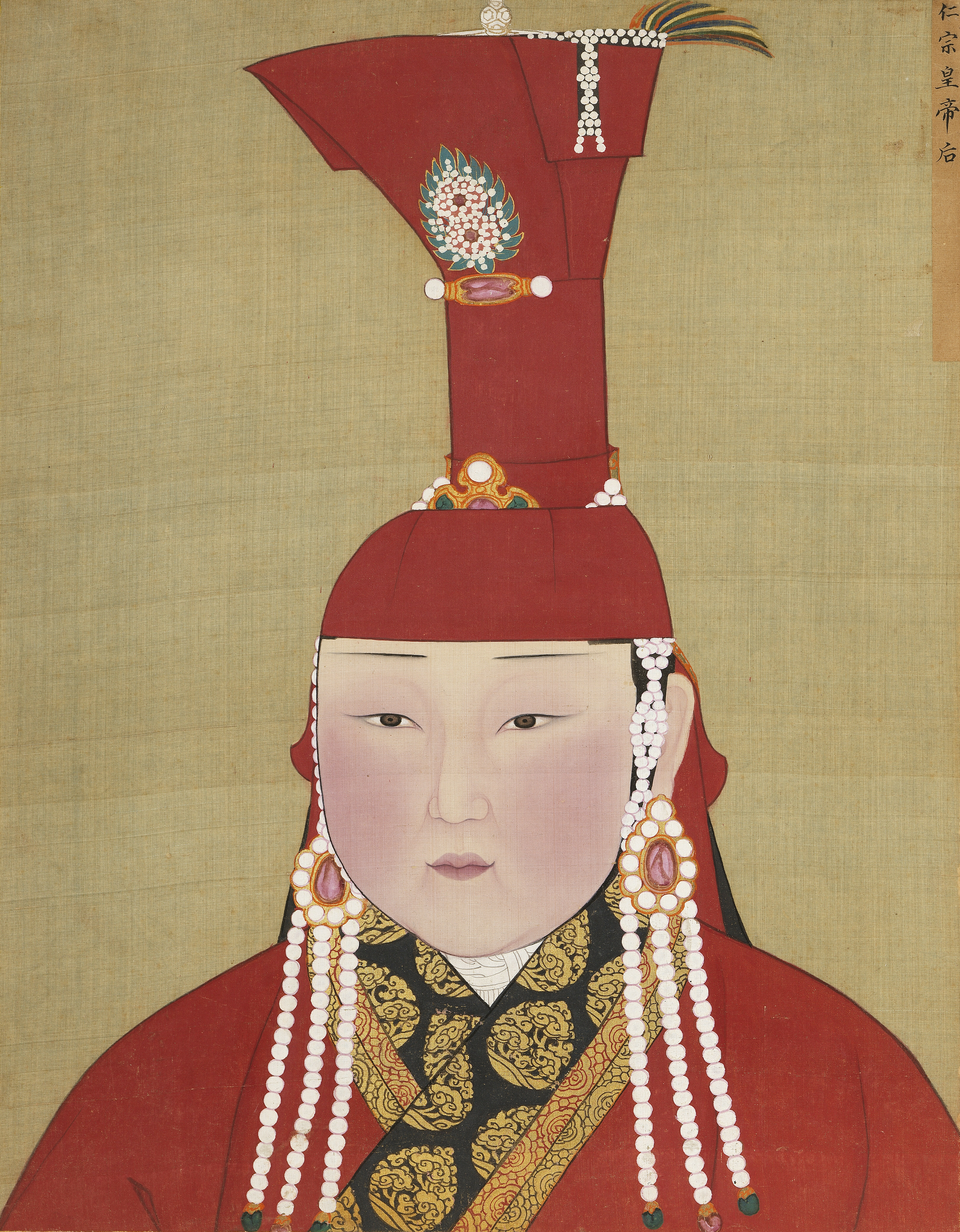
元朝阿納失失里皇后來自弘吉剌

- 成吉思汗母親訶額侖
- 成吉思汗光獻翼聖皇后孛兒帖
- 蒙哥貞節皇后忽都台
- 蒙哥皇后也速兒
- 元世祖昭睿順聖皇后察必
- 元世祖皇后南必
- 元裕宗徽仁裕聖皇后伯藍也怯赤（闊闊真）
- 元成宗貞慈静懿皇后失憐答里
- 元順宗昭獻元聖皇后答己
- 元武宗宣慈惠聖皇后真哥
- 元仁宗莊懿慈聖皇后阿納失失里
- 元顯宗宣懿淑聖皇后普顏怯里迷失
- 元泰定帝皇后八不罕
- 元文宗皇后卜答失里
- 元寧宗皇后答納也忒迷失
- 元惠宗皇后伯顏忽都